# Ramerupt
Ramerupt – miejscowość i gmina we Francji, w regionie Grand Est, w departamencie Aube.
Według danych na rok 1990 gminę zamieszkiwało 347 osób, a gęstość zaludnienia wynosiła 26 osób/km².